# Steiners ingeschreven ellips

De binnenste ellips is Steiners ingeschreven ellips, de buitenste is Steiners omgeschreven ellips.

Steiners ingeschreven ellips van een driehoek ABC, is de unieke ellips die raakt aan alle drie de zijden van de driehoek en het midden van die zijden als raakpunten heeft. De ellips is naar Jakob Steiner genoemd.
Steiners ingeschreven en omgeschreven ellips gaan in elkaar over door vermenigvuldiging met een factor 2 en 0,5 ten opzichte van het zwaartepunt.
Steiners ingeschreven ellips is de ingeschreven ellips in ABC met de grootste oppervlakte, het bedekt {\displaystyle {\frac {\pi }{3{\sqrt {3}}}}} deel van de oppervlakte van de driehoek.
Driehoek en ellips gaan door een affiene transformatie over in een gelijkzijdige driehoek en een cirkel.